# Ammalo trujillaria
Ammalo trujillaria là một loài bướm đêm thuộc phân họ Arctiinae, họ Erebidae.